# Björn Lind
Björn Johan Lind (ur. 22 marca 1978 w Ljusterö) – szwedzki biegacz narciarski, specjalista sprintu, mistrz olimpijski, zawodnik klubu IFK Umeå.

## Kariera
Sukcesy odnosi w konkurencjach sprinterskich, w biegach długich startował sporadycznie. Na igrzyskach olimpijskich w Salt Lake City w 2002 r. zajął 4. miejsce w sprincie, wynik ten powtórzył na mistrzostwach świata w Oberstdorfie w 2005 r. Na igrzyskach w Turynie w lutym 2006 r. zdobył złoty medal w rozegranej po raz pierwszy sztafecie sprinterskiej (z Thobiasem Fredrikssonem). Złoty medal zdobył w Turynie także w indywidualnym biegu sprinterskim (przed Francuzem Darragonem i Thobiasem Fredrikssonem).
Najlepsze wyniki w Pucharze Świata osiągnął w sezonie 2005/2006, kiedy został sklasyfikowany na 4. pozycji w klasyfikacji generalnej, a w klasyfikacji sprinterskiej wywalczył małą kryształową kulę.

## Osiągnięcia

### Igrzyska olimpijskie
| Miejsce | Dzień     | Rok  | Miejscowość    | Konkurencja                     | Czas biegu | Strata | Zwycięzca        |
| ------- | --------- | ---- | -------------- | ------------------------------- | ---------- | ------ | ---------------- |
| 4.      | 19 lutego | 2002 | Salt Lake City | Sprint st. dowolnym             | 2:56,9     | +1,2   | Tor Arne Hetland |
| 1.      | 14 lutego | 2006 | Turyn          | Sprint drużynowy st. klasycznym | 17:02,9    | -      | -                |
| 1.      | 22 lutego | 2006 | Turyn          | Sprint st. dowolnym             | 2:26,5     | -      | -                |
| 19.     | 17 lutego | 2010 | Vancouver      | Sprint st. klasycznym           | 3:36,3     | -      | Nikita Kriukow   |

### Mistrzostwa świata
| Miejsce | Dzień     | Rok  | Miejscowość | Konkurencja                      | Czas biegu | Strata | Zwycięzca           |
| ------- | --------- | ---- | ----------- | -------------------------------- | ---------- | ------ | ------------------- |
| 4.      | 22 lutego | 2005 | Oberstdorf  | Sprint stylem klasycznym         | 2:32,1     | +43,8  | Wasilij Roczew      |
| 9.      | 22 lutego | 2005 | Oberstdorf  | Sprint drużynowy stylem dowolnym | 14:08,6    | +50,6  | Norwegia            |
| 4.      | 22 lutego | 2007 | Sapporo     | Sprint stylem klasycznym         | 3:03,8     | +1,2   | Jens Arne Svartedal |
| 61.     | 24 lutego | 2009 | Liberec     | Sprint stylem dowolnym           | 3:00,8     | -      | Ola Vigen Hattestad |

### Puchar Świata

#### Miejsca w klasyfikacji generalnej
- sezon 1999/2000: 103.
- sezon 2001/2002: 33.
- sezon 2002/2003: 45.
- sezon 2003/2004: 29.
- sezon 2004/2005: 20.
- sezon 2005/2006: 4.
- sezon 2006/2007: 53.
- sezon 2007/2008: 28.
- sezon 2008/2009: 54.
- sezon 2009/2010: 52.

#### Zwycięstwa w zawodach Pucharu Świata
| Nr | Dzień      | Rok  | Miejscowość | Konkurencja              | Czas biegu | Przypisy |
| -- | ---------- | ---- | ----------- | ------------------------ | ---------- | -------- |
| 1. | 30 grudnia | 2005 | Nové Město  | Sprint stylem dowolnym   | –          | –        |
| 2. | 8 stycznia | 2006 | Otepää      | Sprint stylem klasycznym | –          | –        |
| 3. | 4 lutego   | 2006 | Davos       | Sprint stylem dowolnym   | –          | –        |

#### Miejsca na podium chronologicznie
| Nr | Dzień           | Rok  | Miejscowość | Konkurencja              | Czas biegu | Pozycja | Strata | Zwycięzca           |
| -- | --------------- | ---- | ----------- | ------------------------ | ---------- | ------- | ------ | ------------------- |
| 1. | 5 marca         | 2002 | Sztokholm   | Sprint stylem klasycznym | -          | 3.      | -      | Jens Arne Svartedal |
| 2. | 14 grudnia      | 2004 | Asiago      | Sprint stylem klasycznym | -          | 3.      | -      | Jens Arne Svartedal |
| 3. | 16 stycznia     | 2005 | Nové Město  | Sprint stylem dowolnym   | -          | 3.      | -      | Johan Kjølstad      |
| 4. | 11 grudnia      | 2005 | Vernon      | Sprint stylem dowolnym   | -          | 2.      | -      | Tor Arne Hetland    |
| 5. | 30 grudnia      | 2005 | Nové Město  | Sprint stylem dowolnym   | -          | 1       | -      | -                   |
| 6. | 8 stycznia      | 2006 | Otepää      | Sprint stylem klasycznym | -          | 1       | -      | -                   |
| 7. | 4 lutego        | 2006 | Davos       | Sprint stylem dowolnym   | -          | 1       | -      | -                   |
| 8. | 27 października | 2007 | Düsseldorf  | Sprint stylem dowolnym   | -          | 2.      | -      | Josef Wenzl         |